# Parivesh
Tilak Bam Malla (nepalí: तिलक बम मल्ल) (nacido el 7 de diciembre de 1975, Pokhara), más conocido por su nombre artístico como Parivesh (nepalí: परिवेश), es un cantante nepalí. Alcanzó la fama con el lanzamiento de su disco titulado "Parivesh Vol 2", del que se extrajeron temas musicales de éxito como "Mutu Chune", "Taxi Gudyo", "Himchuli Ko Kakhama", "Bhote Talcha", entre otras. Pionero de la música pop en Nepal, ha interpretado docenas de canciones. 
Como miembro de una familia mártir, nadie en su familia tenía interés por la música, el canto o el baile, pero Parivesh sí la ha tenido. Aunque no tuvo oportunidad de tener una carrera evidente en la industria de la música durante ese tiempo, se decidió a intervenir y siguió su pasión para convertirse en un reconocido cantante profesional.

## Lista de canciones
- Aago Lagai
- Aasha Haru Ma
- Badala Nai
- Bariko Cheu Ma
- Bhanjyang Ma
- Bhote Talcha
- Chait Dasain
- Ghumi Ghumi Nachi Deu
- Haatma Rumal
- Himchuli Ko Kaakhaima
- Kaha Bhetu
- Khusi Diye
- Ma Kasam
- Machapuchare Kaakhaima
- Machapuchare Pokharako Sir
- Maya Dhankai Deu
- Mero Maya
- Mutu Chune Lumle Ko Hawale
- Namastey
- Piratu
- Purnima Ko Juna
- Saawan Ko
- Saima Dhaima Yas
- Sapana Mai
- Sarara Bar Pipal (Lok Dohori)
- Sochda Sochdai
- Solti
- Taxi Gudyo Sarara
- Taxi Gudyo Sarara (Remix)
- Timro Samjhana Le
- Yo Baadal Yo Barsha
- Zindagi Le